# اكي كاجيوارا
اكي كاجيوارا (4 سبتمبر 1936 - 21 يناير 1987) مؤلف ياباني، كاتب مانجا ومنتج أفلام، والمعروف أيضا باسم مستعار تاكاموري اساو . اسمه الحقيقي هو تاكاموري اساكي. تم استخدام اسم مستعار لأنه كان يكتب لمجلة متنافسة في ذلك الوقت. وجود أسماء متعددة من شأنه أن يمنع التداخل بين المجلتين. وهو معروف بموضوعات القتال والرياضة ، مع صور للشبان الابطال مع التفاصيل الدقيقة في بعض الأحيان كما انه ينتقل من موضوع إلى آخر. كان متزوجا من باي بينغ بينغ وأنجب ابنة، باي هسياو ين، خطف وعذب وقتل في عام 1997.

## روابط خارجية
- اكي كاجيوارا على موقع IMDb (الإنجليزية)
- اكي كاجيوارا على موقع ميوزك برينز (الإنجليزية)
- اكي كاجيوارا على موقع قاعدة بيانات الفيلم (الإنجليزية)
- اكي كاجيوارا على موقع ANN person (الإنجليزية)